# Світло і тіні
Світло і тіні (англ. Lights and Shadows) — американська короткометражна драма режисера Джозефа Де Грасса 1914 року.

## У ролях
- Том Форман — Віктор Остін
- Полін Буш — Мати / донька — Єва
- Лон Чейні — Бентлі
- Лаура Оклі
- Бетті Шод
- Джозеф Де Грасс — Джеймс Гордон
- Беатріс Ван
- Хелен Райт
- Вільям С. Доулан